# Điện ảnh Bulgaria
Điện ảnh Bulgaria (tiếng Bulgaria: Българско кино) là tên gọi ngành công nghiệp Điện ảnh Bulgaria từ 1915 đến nay.

## Lịch sử hình thành và phát triển

### Phim nổi tiếng
- (1958) Lyubimetz 13- Favourite #13
- (1962) Tyutyun- Tobacco (nominated for a Golden Palm award at the Cannes Film Festival in 1963)
- (1964) Kradetzat Na Praskovi- The Peach-Garden Trespasser
- (1970) Kit - Whale
- (1970) Bash Maystorat - The Past-Master
- (1972) Kozijat Rog- The Goat Horn
- (1973) Prebroyavane na Divite Zaytsi - The Hare Census
- (1973) Siromashko Lyato - Indian Summer
- (1974) Selyaninat s Koleloto - A Peasant on a Bicycle
- (1975) Osadeni Dushi- Doomed Souls
- (1975) Svatbite na Yoan Asen- The Weddings of King Ioan Assen
- (1976) Shturets v Uhoto- A Cricket in the Ear
- (1976) Dva Dioptara Dalekogledstvo - Farsighted for Two Diopters
- (1978) Toplo- Warmth
- (1980) Dami Kanyat- Ladies Choice
- (1981) Asparuh- Khan Asparoukh
- (1981) Orkestar bez ime- A Nameless Band
- (1983) Gospodin za Edin Den- King for a Day
- (1984) Opasen Char- Dangerous Charm
- (1988) Vreme na nasilie- Time of Violence
- (1988) Vchera- Yesterday
- (2001) Pismo do Amerika- Letter to America
- (2001) Opashkata Na Diavola- Devil's Tail
- (2004) Mila ot Mars- Mila from Mars
- (2005) Otkradnati Ochi- Stolen Eyes
- (2006) Razsledvane- Investigation
- (2010) Misiq London - Mission London
- (2010) HDSP: Lov na drebni hishtnici - HDSP: Hunting down small predators
- (2011) TILT - TILT

### Diễn viên nổi tiếng
| - Nikolai Binev - Stoyan Bachvarov - Rusi Chanev - Georgi Cherkelov - Stefan Danailov - Itzhak Fintzi - Georgi Georgiev - Kiril Gospodinov - Stanislav Ianevski - Georgi Kaloyanchev - Velko Kanev - Apostol Karamitev | - Nevena Kokanova - Todor Kolev - Tatyana Lolova - Georgi Mamalev - Hristo Mutafchiev - Stoyanka Mutafova - Lyubomir Neikov - Dimitar Panov - Georgi Partsalev - Katya Paskaleva - Pavel Popandov - Petar Popyordanov | - Georgi Rusev - Krastyu Sarafov - Yosif Sarchadzhiev - Hristo Shopov - Naum Shopov - Petar Slabakov - Nikola Todev - Kosta Tsonev - Grigor Vachkov - Martina Vachkova - Ani Valchanova |

## Vinh danh
- Liên hoan phim Quốc tế Sofia